# 勞斯萊斯康威
勞斯萊斯RB.80康威是世界上第一款投入使用的渦輪扇發動機，勞斯萊斯於1940年代即開始研發，但於1950年代後期才投入使用，直至被其他渦扇發動機取代。康威發動機主要用於胜利者式轰炸机、維克斯VC10、波音707-420和道格拉斯DC-8-40，其名稱源於威爾士的康威河，勞斯萊斯的其餘噴氣發動機亦以河流命名（如以特倫特河命名的遄達系列）。

## 發展

### 背景
早期的噴氣式發動機尾氣流速及溫度均高於理想狀態，難以提供足夠的推力，對部分能量的利用可能提升引擎的燃油效率。渦輪螺旋槳發動機就是這樣一個例子，它通過一系列的渦輪級數回收排放廢氣中的能量以驅動螺旋槳。然而，渦槳發動機效率較高，但使用渦槳發動機的飛機最高速度一般只能達到500英里每小時（800每小時；430節），這意味著在高效率的渦槳與高速的渦噴之間仍有發展空間。450英里每小時（720每小時；390節）與700英里每小時（1,100每小時；610節）間正是多數商業噴射機的速度範圍。
發動機涵道的概念在噴氣發動機的設計初期即已產生。20世紀30年代，艾倫·阿諾德·格里菲斯在皇家航空研究院與海恩·康斯坦研究軸流噴氣式發動機時即提出了數個渦扇發動機的設計。弗兰克·惠特尔成立的Power Jets公司亦研究了數個涵道構造。然而，由於戰時對噴氣式發動機的需求，渦扇發動機的研發被迫推遲，構造更簡單且可較快引進的涡轮喷气发动机被用於戰爭中。二戰結束後的1946年，勞斯萊斯認為已有的發動機（如勞斯萊斯埃文）已經足夠先進，此時可以開始研發新型飛機發動機（如渦扇發動機）。
在渦扇發動機中，部分增壓空氣從燃燒室和渦輪通過，再推動空氣通過這些結構的外側，並從發動機尾部流出，形成高速噴射的氣流，產生推力。溫度較低的空氣由於未經燃燒室加速，在發動機後部的流速低於噴出的氣體，而噴氣速度與飛機的空速接近且受周邊大氣影響，從而提高發動機的弗勞德效率。渦扇發動機相比渦噴發動機而言減小了燃油消耗，噴出的熱氣亦被低速冷空氣環繞，從而減小噪音。勞斯萊斯將這一設計稱為“涵道渦噴發動機”（Bypass Turbojet）。
格里菲斯提議以埃文發動機及另一種試驗性噴氣式發動機勞斯萊斯特威德（AJ.25 Tweed）的部件製造一台純試驗性的渦扇發動機。1947年4月，一個推力5,000-磅力（22,000-牛頓）的設計方案被提出，數月之後被改造成一個推力更大（達9,250-磅力（41,100-牛頓））的設計，以滿足維克斯勇士式轟炸機2型的發動機需求。同年10月，這一設計被命名為RB.80並開始製造。

### 早期型號
勞斯萊斯在研發康威型發動機時決定增加雙轉子壓縮機，這一設計後來常見於渦扇發動機中。早期的飛機發動機構造包括數級壓縮機、數級渦輪、二者間的連接軸及軸周圍的燃燒室。這一排列在機械方面較為簡單，但壓氣機效率低。理想狀態下，壓氣機的每一級需以單獨速度運行才能保證壓氣機的最大效率。多轉子設計作為折中方案，首次用於布里斯托爾奧林匹斯渦噴發動機，壓氣機分為數個“轉子”，以在數個通過同心軸連接的渦輪驅動下接近效率最高時的速度。由於四轉子以上的設計在機械上過於複雜，雙轉子和三轉子的設計較為常見。
當時的新設計包括兩級渦輪驅動的四級低壓壓氣機和另外兩級渦輪驅動的八級高壓壓氣機，這一設計在英國裝備部（Ministry of Supply）的代號為RCo.2，於1950年1月完成設計，首台RCo.2發動機於1952年7月初次運行，推力10,000磅力（44,000牛頓）。當時，低級別的勇士轟炸機方案被棄置，第一台RCo.2發動機也成為該型號的最後一台，運行時間僅133小時，但“完美運轉”。
RCo.2設計不久即得以改進。1952年10月，英國皇家空軍與維克斯簽訂了維克斯V-1000噴氣式戰略運輸機的合約，維克斯亦計劃發展這一運輸機的客機版本，稱之為VC-7。V-1000的設計類似於加大版的哈維蘭彗星型，但採用了與勇士轟炸機類似的機翼，並且增加了後掠翼設計。該機發動機亦與彗星型一樣附在機翼上，需要的發動機橫截面積較小，限制了發動機可用的涵道數。然而這一機型需要更大的動力以支持230,000磅（100,000）的總重，勞斯萊斯因此提出了推力更大的RCo.5型號。
新型號與RCo.2相似，但低壓壓氣機增至六級，高壓壓氣機增至九級，分別通過兩級渦輪和一級渦輪驅動。第一台RCo.5發動機於1953年7月開始運轉，1955年8月以13,000磅力（58,000牛頓）的推力通過了型號認證。然而維克斯在建造了V-1000的樣機之後即取消這一計劃。

### 量產版本
康威型在被亨德里·佩奇用作胜利者式轰炸机B.2型的發動機之後得以復活，取代了早期型號的阿姆斯特朗薛利藍寶石渦噴發動機。勞斯萊斯設計了推力更大的RCo.8型號，其最大推力為14,500磅力（64,000牛頓），1956年1月首次運作。然而其後環加拿大航空要求勞斯萊斯在波音707或道格拉斯DC-8上使用康威發動機，而波音和道格拉斯對這一方案都表現了興趣。勞斯萊斯跳過RCo.8，開始開發推力16,500磅力（73,000牛頓）的RCo.10型，並且為勝利者轟炸機提供RCo.10的軍用型號RCo.11。這一新設計與RCo.8的不同之處即在低壓壓氣機前部增設了“第零級”，增加了發動機周圍流入的冷空氣。RCo.10於1957年8月9日在一架阿弗羅伏爾甘轟炸機上首飛，RCo.11則於1959年2月20日在勝利者轟炸機上首次運轉。
康威型發動機在置於翼根時涵道受限，但波音在計算後發現使用康威發動機的707-420可在使用普惠JT4A渦噴發動機的707-320基礎上提升8%的航程。1956年5月，環加拿大航空訂購了使用康威發動機的DC-8（道格拉斯稱之為DC-8-40系列），訂購這一型號的亦有意大利航空和加拿大太平洋航空，而使用康威發動機的波音707則收到了英國海外航空、汉莎航空、里約格朗德航空和印度航空的訂單。RCo.10型得到了順利發展，在小部分的試驗發動機交付之後，後續訂單轉換成了推力17,150-磅力（76,300-牛頓）的RCo.12型，這一型號的設計、建造和試驗均在使用RCo.10發動機的飛機試飛完成前完成。這些型號的發動機亦有圓齒形的消音器及可提供最多50%反向推力的推力反向器。
然而使用康威發動機的波音707和DC-8總數僅69架，這一事實的原因在很大程度上是第一批美國產渦扇發動機（尤其是普惠JT3D）的交付使用。即便如此，康威發動機仍然在這些噴氣式客機上取得了成功，成為世界上第一款被允許在兩次大修間運轉10000小時的商業飛機發動機。
勞斯萊斯繼續研製康威發動機，推出了RCo.15型。該型號與RCo.12相似，但壓氣機的零級更大，且配有更大的發動機護罩。該型號的巡航燃油消耗增加了3%，起飛推力增至18,500磅力（82,000牛頓）。RCo.12型發動機在大修期間可改裝為RCo.15型。

### 最終版本
康威系列的最終型號為RCo.42，是勞斯萊斯為維克斯VC10單獨研發的。由於翼根發動機佈局被棄用已久，勞斯萊斯增大了零級壓氣機的直徑，以將涵道比從約25%增至60%，推力增至20,250磅力（90,100牛頓）。該型發動機於1961年3月首次運行，被大部分VC10採用，成為康威型最成功的子型號。後期的VC10則使用RCo.43發動機。

## 設計

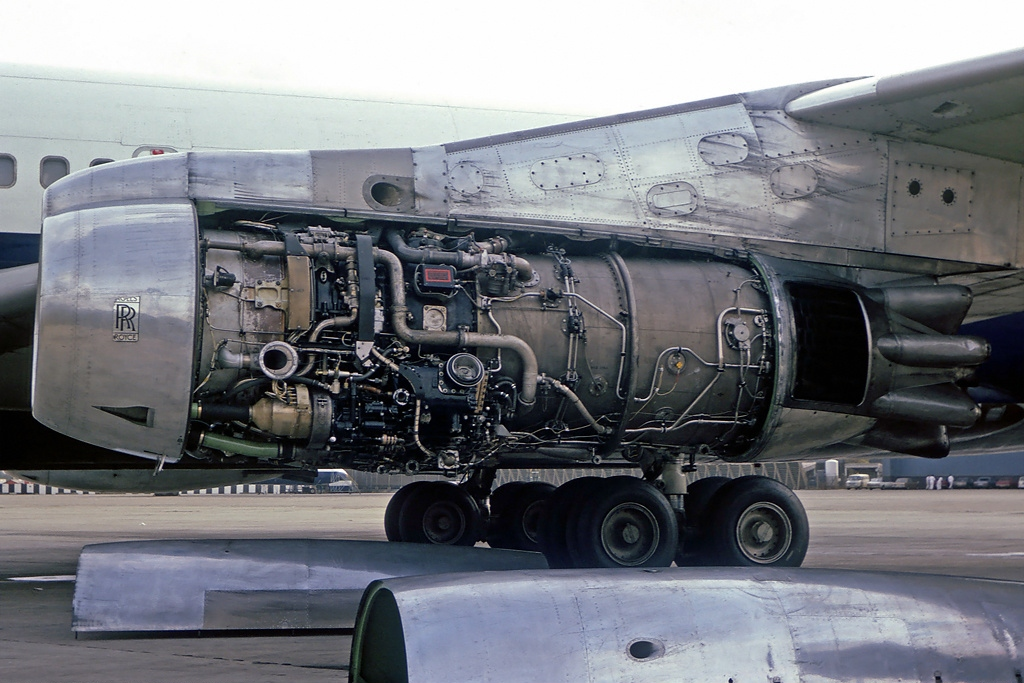
英國空旅航空波音707-436的勞斯萊斯康威508發動機

RCo.12康威發動機是一款軸流式渦扇發動機，涵道比較低，約為25%。該型號擁有七級低壓壓氣機，前六級由鋁製造，第七級由鈦製造。低壓壓氣機後方為九級高壓壓氣機，前七級由鈦製造，后兩級由鋼製造，進氣管亦為鈦質。燃燒區域則由十個燃燒管組成。高壓壓氣機由一個單級渦輪驅動，採用空氣冷卻的空心葉片，而低壓壓氣機由雙級渦輪驅動。
此發動機在飛機起飛時產生17,150磅力（76,300牛頓）的推力，重量為4,500磅（2,000），單位推力油耗在起飛時為0.712，巡航時為0.87。
1968年，英國海外航空VC10的康威發動機採用了碳纖維複合材料製成的發動機葉片。

## 型號
RCo.2
RCo.5
RCo.8
RCo.10
RCo.11
RCo.12
RCo.17
RCo.42
RCo.42/1
RCo.43

## 應用
- 波音707-420
- 道格拉斯DC-8-40
- 亨德里·佩奇勝利者
- 維克斯VC10

## 展出發動機
一台康威發動機在英國皇家空軍科斯福德博物館公開展示。一台切開的康威發動機與另外一些噴氣式發動機在蘇格蘭國家航空博物館展出。此外，加拿大航空博物馆亦保存著一台康威發動機。

## 規格（康威型）

### 概况
- 类型： 渦輪扇發動機
- 长度： 134.21英寸（3,409）
- 直径： 37.6英寸（960）
- 淨重： 4,500磅（2,000）

### 组件
- 压缩机： 軸流；7級低壓，9級高壓
- 燃烧室： 筒環形
- 涡轮： 軸流；1級高壓，2級低壓

### 性能
- 最大推力： 17,150 lb (76.3 kN)
- 旁通比： 0.25
- 燃料消耗率： 0.87
- 功率重量比：

## 外部連結
- Rolls-Royce Conway By-pass Turbo Jets （页面存档备份，存于） a 1959 Flight advertisement for the Conway
- Conway - The Evolution of the First Rolls-Royce By-pass Turbojet （页面存档备份，存于） a 1960 Flight article on the Conway